# 法國鬥牛犬

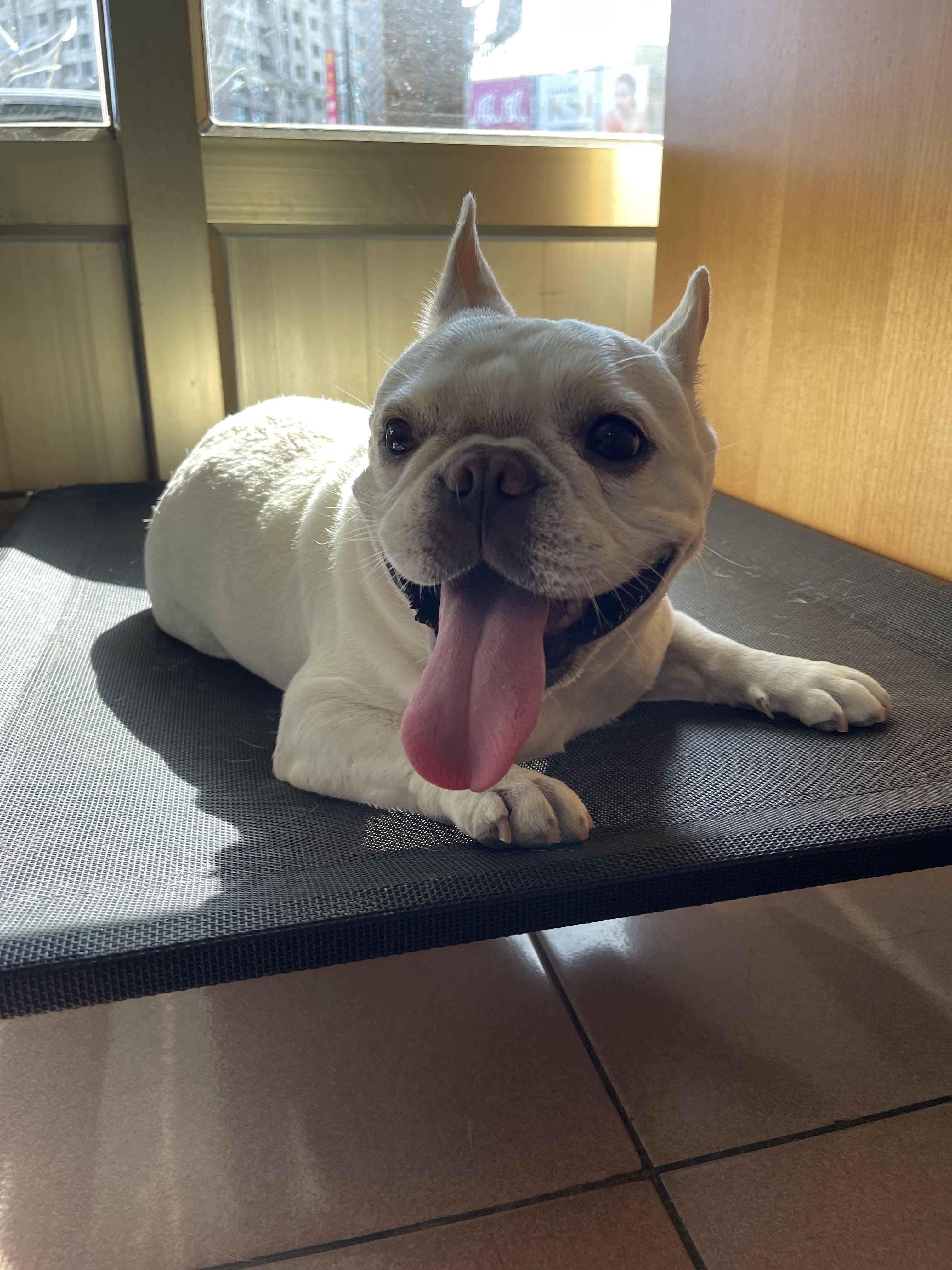
一支四歲的法國鬥牛犬

法國鬥牛犬（英語：French Bulldog，别名）是一種中型犬種。直接來源於1800年代英國進口的鬥牛犬與巴黎本地的小型犬交配產生的後代，常見為短毛以及較為罕見的長毛品種（fluffy）。

## 歷史

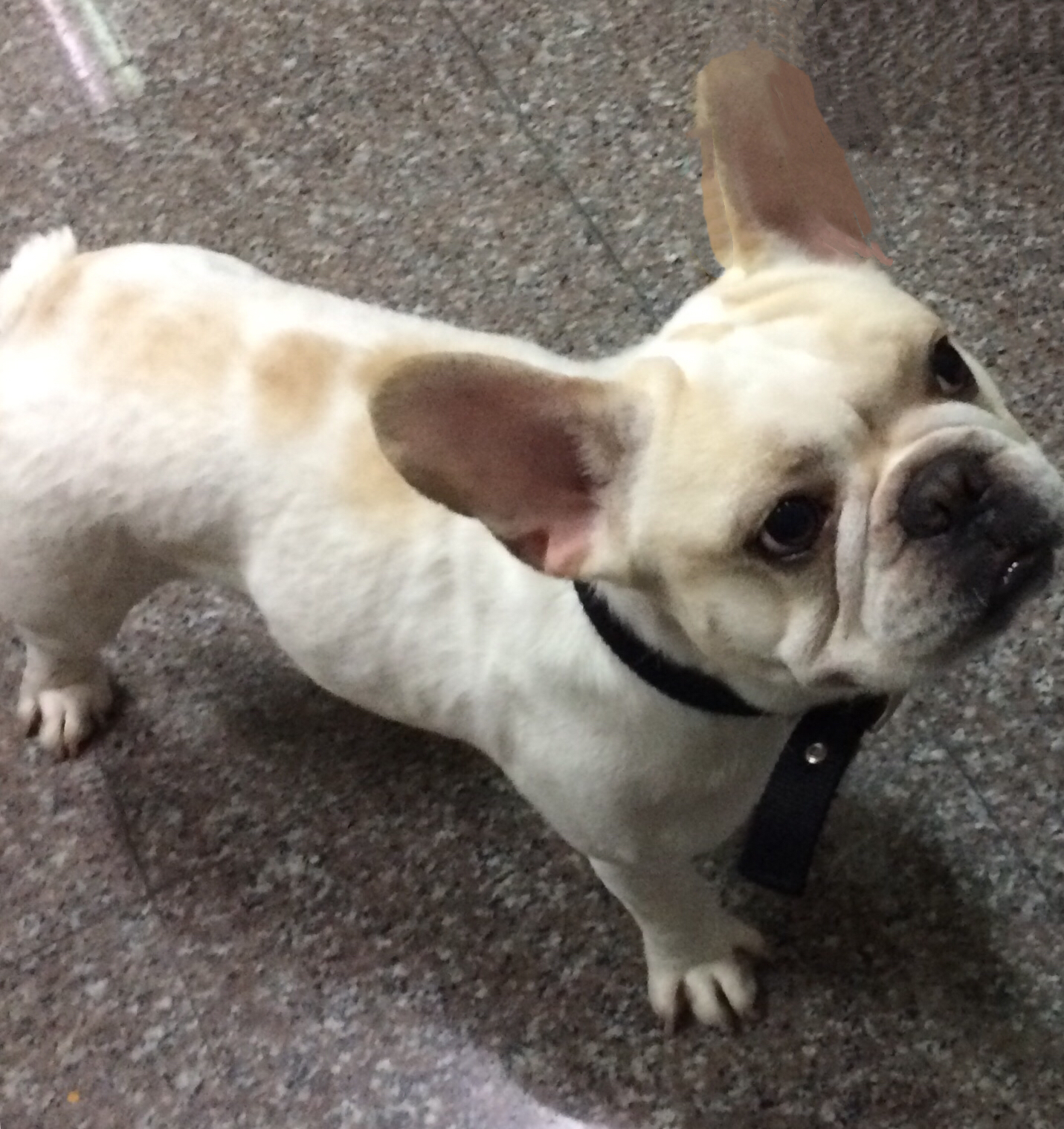
兩歲的法國鬥牛犬

法國鬥牛犬的血統可以被追溯到英國獒犬。在1800年代，在英國，利用英國獒犬培育出小型的玩具鬥牛犬（Toy Bulldog）。在工業革命後，原居諾丁漢的英國蕾絲工人移居到法國諾曼底，將這種小型狗帶往法國。

## 性情
与其他伴侣犬一样，法國鬥牛犬需要人类的陪伴。主人最好不要將法國鬥牛犬单独留下超过几个小时，因为这種狗如果长时间獨處，会出现分离焦虑。
法國鬥牛犬的運動需求量相當小，但也需要每天短距離的散步。他們性格平靜，很少大聲吠叫（一般只會在提醒主人注意時吠叫），很受婦女和兒童的喜愛，也成為了公寓住民養狗的最佳選擇。

## 健康
一項英國犬類品種調查報告顯示，法國鬥牛犬的平均壽命為8至10年，而英國品種的平均壽命為12至14年。美國犬業俱樂部（AKC）的數據顯示，法國鬥牛犬品種的平均壽命為11至13年。
獨特的體型和脆弱的呼吸系統使法國鬥牛犬無法有效地調節體表溫度。所以他們對溫度比較敏感，不耐冷熱。天氣變冷時，需要加上保暖衣物；夏天炎熱潮濕時，必須採取措施（如打開冷氣等），以預防中暑。
髕骨（膝蓋骨）脫位也是法國鬥牛犬的常見症狀。可能的原因通常是受傷或先天性畸形。狗的髕骨是後腿上的一塊小骨頭，在運動時可以保護膝關節前部。這塊骨頭由韌帶固定，當膝關節移動時，髕骨在股骨的凹槽中滑動。膝蓋骨向腿的内側或外側移位，就會造成髕骨脫位。